# Скания АБ
Скания (на шведски: Scania AB) е голяма компания в Швеция, производител на тежки превозни средства, автобуси, камиони, влекачи, контейнеровози, самосвали, както и на дизелови двигатели с приложение в тежката индустрия и корабоплаването.
Създадена е през 1891 година, като основната част от компанията се намира в Сьодертеле. По-късно Scania създава подразделения и оперира в 54 държави. Компанията има и заводи за асемблиране в страни от Африка, Азия и Европа. През 2008 година компанията осигурява 35 000 работни места в цял свят.

## История
Компанията е основана през 1891 година, като стартира дейността си с производство на железопътни товарни и транспортни вагони. Двадесет години по-късно железопътната компания се слива с дружество, фокусирано в производството на машини. Така компанията излиза на изцяло нов пазар, на който оперира като лидер.
През 1911 година стартира производството на автобуси, камиони и автомобили.
През 1936 година е представен първият дизелов двигател на компанията, а скоро след това подобрява двигателя си с технология за директно впръскване – иновация за времето си.
През 1969 година компанията демонстрира най-мощния дизелов двигател с мощност 730 конски сили. 
През 2014 година Volkswagen придобива 90,5% от капитала на Scania срещу 9 млрд. щатски долара 

## Постижения
- „Тежкотоварен автомобил на годината“ за Европа – 1988 г.
- През 2010 година Scania въвежда екологичния стандарт Euro 6 в своите тежкотоварни камиони, което допреди това е смятано от експертите в бранша за невъзможно или крайно нерентабилно. С това си действие компанията реализира рекордни икономии, изпълнение на екологичните норми и продажби. [6]
- Компанията заема 38-о място в ТОП 100 на най-устойчивите компании в света. [7]